# ناروا-یوئسو
ناروا-یوئسو (زبان استونیایی: Narva-Jõesuu، زبان روسی:Усть-Нарва) یک شهر کوچک در شمال شرقی استونی است. ساکنین این شهر روسی زبان هستند، این شهر از اوایل قرن بیستم مورد توجه اشراف روسی بود برای تفریح به آنجا می‌آمدند در دوره اتحاد جماهیر شوروی مکان گردشگری برای اکثر مردم شوروی به خصوص روشنفکران شد. پس از استقلال استونی خانه‌ها و متل‌های آنجا مرمت شد مورد توجه گردشگران دوباره درآمد.

## شهرهای خواهرخوانده
- منطقه شهری بیلاند، دانمارک
- ایماترا، فنلاند[۲]
- کرونشتات، روسیه[۲]

## نگارخانه

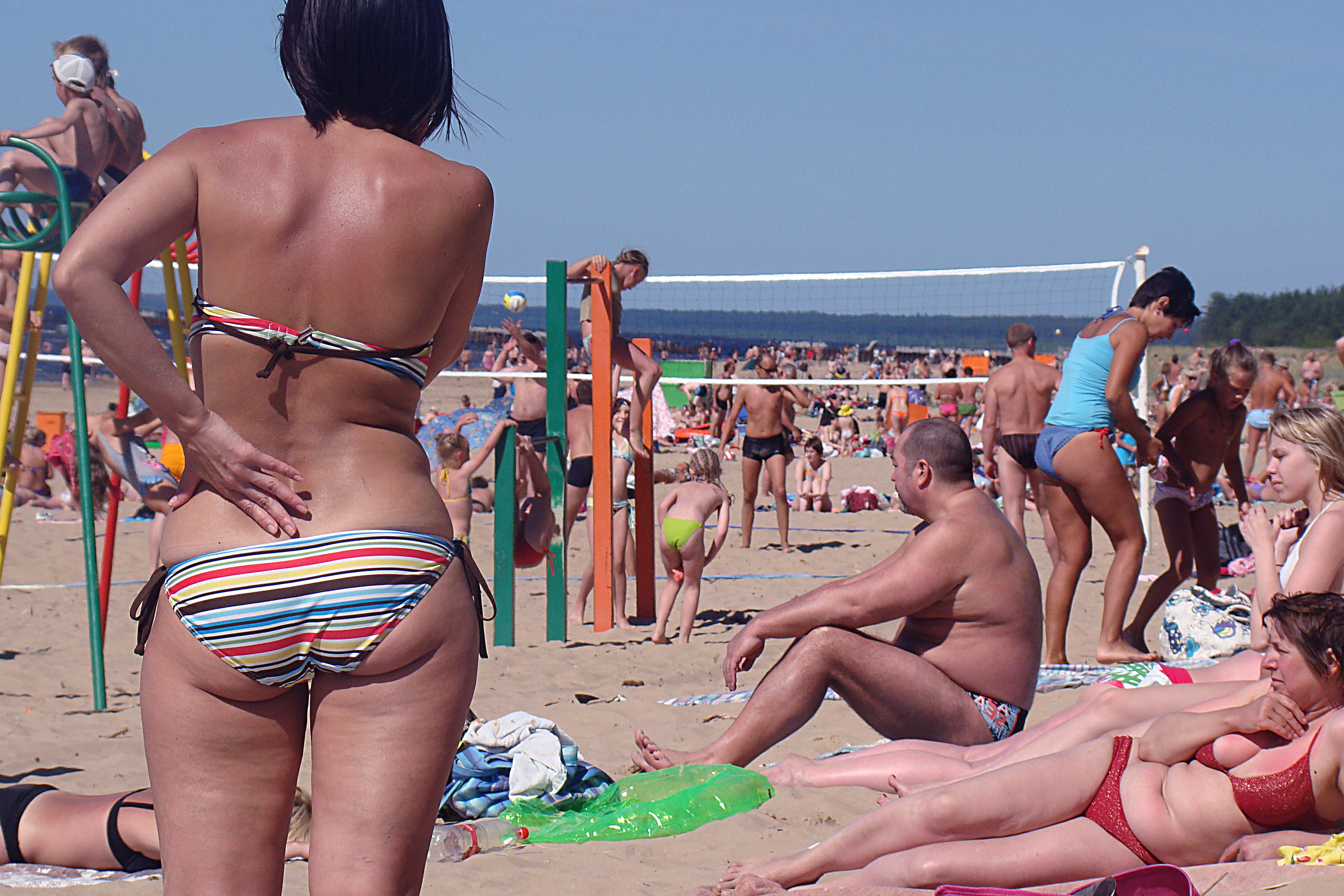
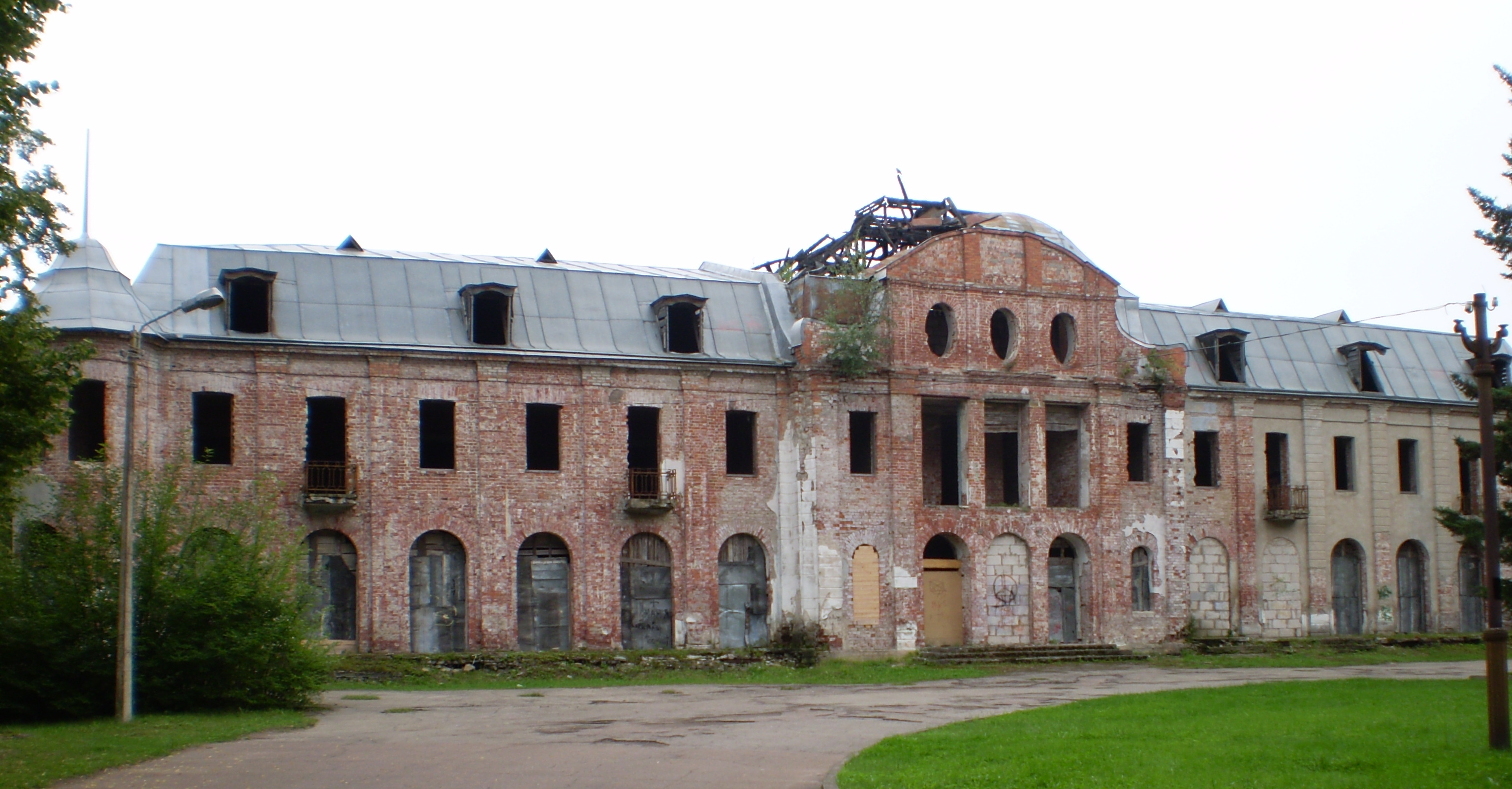
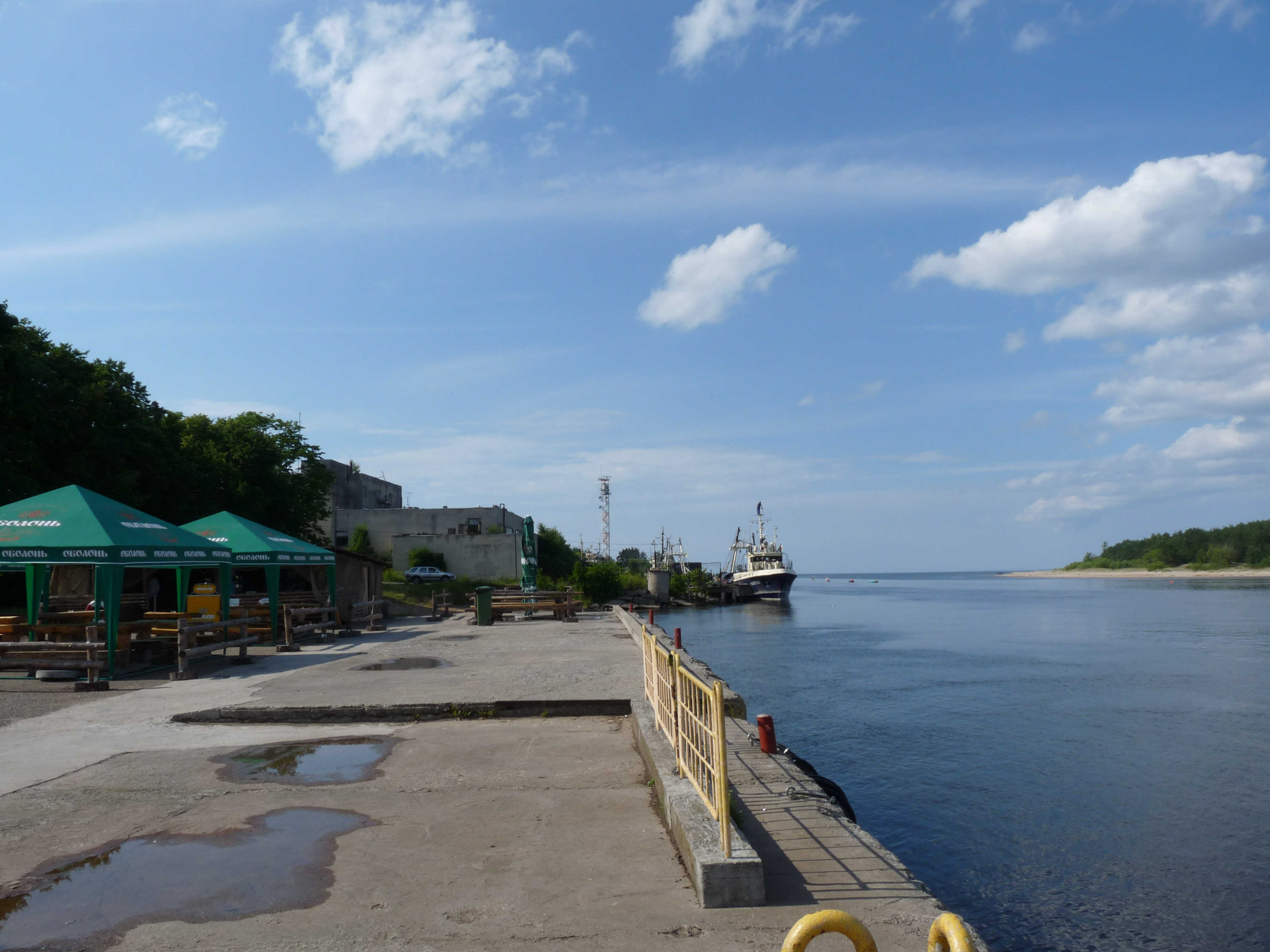
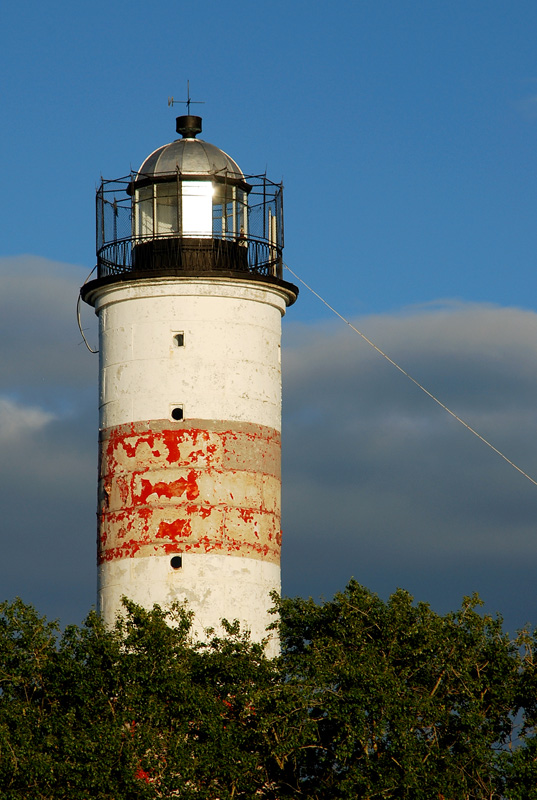
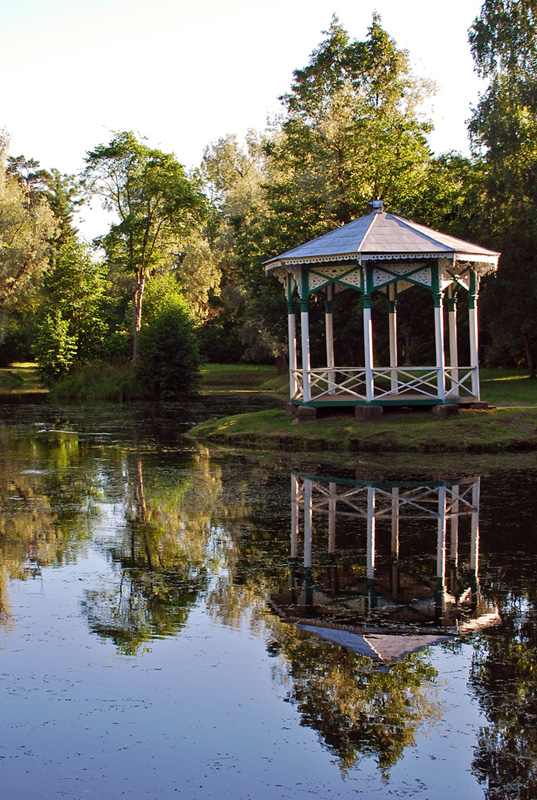